# Беар, Ги
Ги Беар (фр. Guy Béart, 16 июля 1930, Каир — 16 сентября 2015, Гарш, департамент О-де-Сен) — французский шансонье, композитор и поэт. Отец актрисы Эммануэль Беар.

## Биография
Родился в семье бухгалтера-консультанта сефардского происхождения. Профессия отца была связана с частыми переездами, семья кочевала по разным странам Европы и Америки и в конце концов осела в Ливане. В 1947 году Ги приехал в Париж, где поступил одновременно в Национальную школу музыки и Национальную школу мостов и дорог. В 1952 году умер отец, и Ги начал работать по своей строительной специальности, чтобы содержать семью, а по вечерам — исполнять в парижских кабачках песни собственного сочинения. Его заметили, и песни Беара стали включать в свой репертуар профессиональные исполнители, в том числе Паташу и Жюльетт Греко.
В 1957 г. встретился с продюсером Жаком Канетти и по его настоянию записал свою первую пластинку. В 1958 г. она получила гран-при Académie Charles-Cros — французской ассоциации критиков грамзаписи. Беар с успехом дал концерт в «Олимпии».

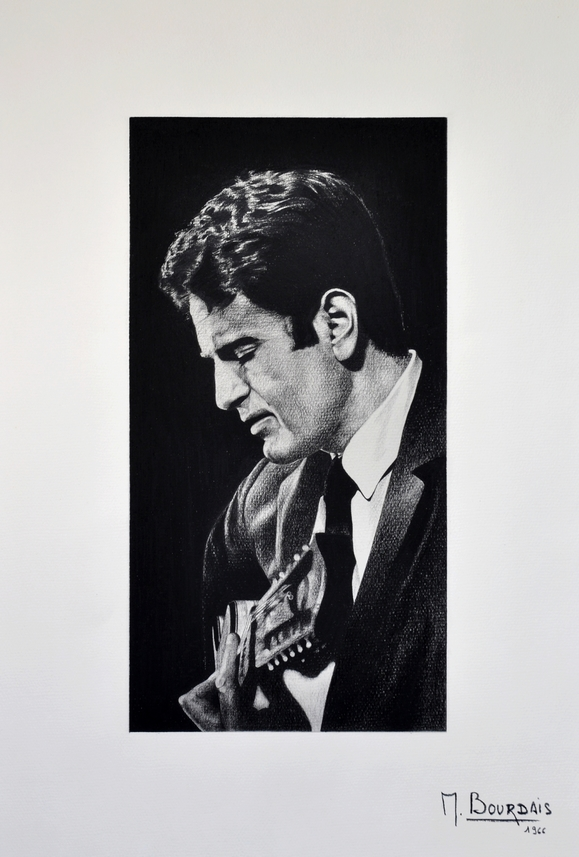
Ги Беар. Рисунок режиссера Мишеля Бурде, сделанный в июле 1966 года во время записи телепередачи «Добро пожаловать к Ги Беару».

В начале 60-х сменилась конъюнктура на французском музыкальном рынке, доминирующей стала мода на американские стили в эстраде. Популярность Беара стала падать, кроме того, началась тяжба с фирмой Philips — владельцем прав на его песни (процесс длился до 1978 г.).
В 1966—1972 годах Беар вел собственную телепередачу «Добро пожаловать к Ги Беару» (фр. Bienvenue chez Guy Béart), пользовавшуюся большой популярностью. Параллельно он продолжал выпускать записи своих песен. Известно его исполнение шуточной песни дуэтом с М. Лафоре. 
В начале 1970-х вместе с другими французскими исполнителями участвовал в 15-дневном турне по СССР (Москва, Киев, Рига). В 1972 г. на фирме «Мелодия» вышла его пластинка, включавшая песню «Эх, дороги» на русском языке.
В начале 1980-х гг. появились серьезные проблемы со здоровьем, и Беар ушел со сцены на несколько лет. В 1986 году он записал очередной диск и начал снова давать концерты. В конце 1980-х произошел новый конфликт с фирмой звукозаписи. В 1991—1994 гг. Беар выступал эпизодически, и публика принимала его с восторгом.
Ги Беар написал в общей сложности около 300 песен. В 1994 г. Французская академия вручила ему Большую медаль французской песни.

## Дискография

### Студийные альбомы
- 1958: Guy Béart (1 или Qu’on est bien)
- 1958 : Volume 2 (L’Eau vive)
- 1960: Volume 3 (Printemps sans amour)
- 1963: Volume 4 (Fille d’aujourd’hui)
- 1965: Qui suis-je ?
- 1966: Vive la rose — Les très vieilles chansons de France
- 1968: La Vérité
- 1968 : V’la l’joli vent — Les nouvelles très vieilles chansons de France
- 1969: La Fenêtre
- 1971: L’Espérance folle
- 1972: Поет Ги Беар (СССР)[5]
- 1973: Couleurs du temps
- 1975: Il fait beau à Paris
- 1976: Chansons de notre temps et d’espérance
- 1978: Les Nouvelles Chansons
- 1981: Le beau miroir
- 1982: Porte-bonheur — Les chansons gaies des belles années
- 1986: Demain je recommence
- 1995: Il est temps
- 2010: Le Meilleur des choses

### Концертные альбомы
- 1974: À l’université
- 1977: À la Comédie des Champs-Élysées
- 1999: En public

## Фильмография

### Композитор
- 1958: L’eau vive
- 1962: La gamberge
- 1964: Un drôle de caïd
- 1966: Un beau dimanche (ТВ)
- 1979: Papivole (ТВ)
- 1980: Le grand Poucet (ТВ)

### Исполнитель и автор песен
- 1967: Week End
- 1968: Chut, chut, Marceau (ТВ)
- 1991: La reine blanche
- 1994: L’enfer

### Актёр
- 1961: Le puits aux trois vérités
- 1963: Les Raisins verts